# 歐亞經濟共同體
歐亞經濟共同體（英語：Eurasian Economic Community，缩写EAEC或EurAsEC），起源於独立国家联合体的成員國白俄羅斯、俄羅斯，與哈薩克所簽訂的關稅同盟。2000年10月10日，於阿斯塔納簽訂成立歐亞經濟合作組織，簽約國為白俄羅斯、俄羅斯、哈薩克、吉爾吉斯，與塔吉克。其成員國公民可無需簽證進出其他成員國。欧亚经济共同体于2015年1月1日正式停止活动，由欧亚经济联盟接替。

## 成員國
成員國
- 白俄羅斯
- 俄羅斯
- （2008年10月16日，乌兹别克斯坦向欧亚经济共同体秘书处提出要求退出欧亚经济共同体[1]，所以權力暫停）

觀察國
- 亞美尼亞
- 摩尔多瓦
- 乌克兰

## 關稅同盟
白俄羅斯、哈薩克與俄羅斯關稅同盟
成員國
- 白俄羅斯
- 俄羅斯

俄羅斯在2009年6月時表示，將在2010年1月1日成立新的關稅同盟，但隨後日期延後至同年7月1日。之後白俄羅斯、哈薩克與俄羅斯三國正式達成協議，將在2012年1月1日起成立白哈俄關稅同盟。但有部分歐亞經濟合作組織成員國表示，對白哈俄三國在歐亞經濟合作組織下又另組關稅同盟不滿。